# Riudecanyes
Riudecañas (Riudecanyes) es un municipio de la comarca catalana del Baix Camp. Dân số năm 2006 là 878 người.